# Varginha
Varginha est une ville et une municipalité dans l'État du Minas Gerais de sud-ouest du Brésil. La population est estimée approximativement à 130 139 habitants en 2013.
Varginha se distingue comme l'un des principaux centres de commerce et la production de café au Brésil et dans le monde, produisant du café d'excellente qualité (café gourmet), la ville est un centre pour l'exportation de café drainant plus de la production des pays du Sud mines, rendant le commerce des grains avec plusieurs pays.
La ville a un emplacement stratégique et, avec les rives du lac de Furnas, tandis équidistant des trois principales capitales du Brésil, Sao Paulo, Rio de Janeiro et Belo Horizonte, a été considéré par le magazine Veja en 2011 comme l'un des meilleurs villes moyennes au Brésil pour vivre et investir.
La ville possède quinze centres de santé dans les voisinages, trois hôpitaux se spécialisant dans la chirurgie du cœur ainsi que deux unités de secours pour servir la population. Il y a également un centre régional pour le traitement du cancer.

## L'incident de Varginha
Connu dans tout le monde pour l'« apparition supposée de créatures extraterrestres en 1996 (en) », un fait divers appelé l'« ET de Varginha ». Le 20 janvier 1996, un OVNI aurait été aperçu par un couple de fermiers. Peu après, trois jeunes filles nommées Katia Andrade Xavier, Liliane Fatima Silva et Valquiria Fatima Silva aperçurent une créature humanoïde d'« environ un mètre et demi, [...] dotée de membres fins d'aspect caoutchouteux, de deux grands yeux rouges, [d'une] tête [...] surmontée de trois cornes » et dégageant une odeur d'ammoniac. Selon l'enquête officielle, les témoins auraient aperçu un certain Luis Antonio de Paula, dit Mudinho, un homme handicapé mental, sourd, muet et courbé. Après s'être intéressé au cas, l'ufologue Kevin D. Randle (en) a déclaré « en fait, il nous a été impossible de vérifier quoi que ce soit ».

## Personnalités
- Lu Andrade (1978-), chanteuse brésilienne née à Varginha.

## Photos

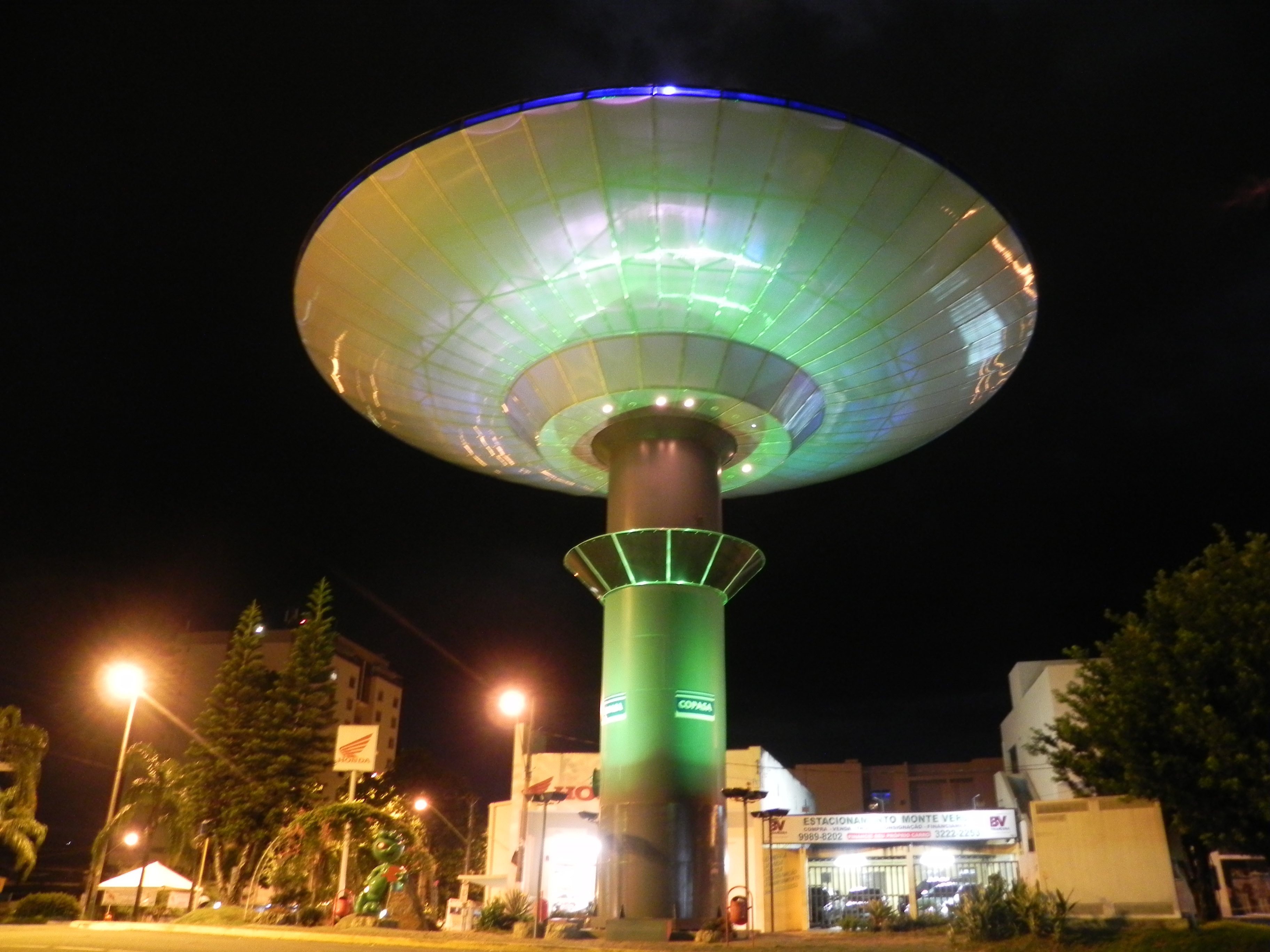
Nave espacial iluminada.
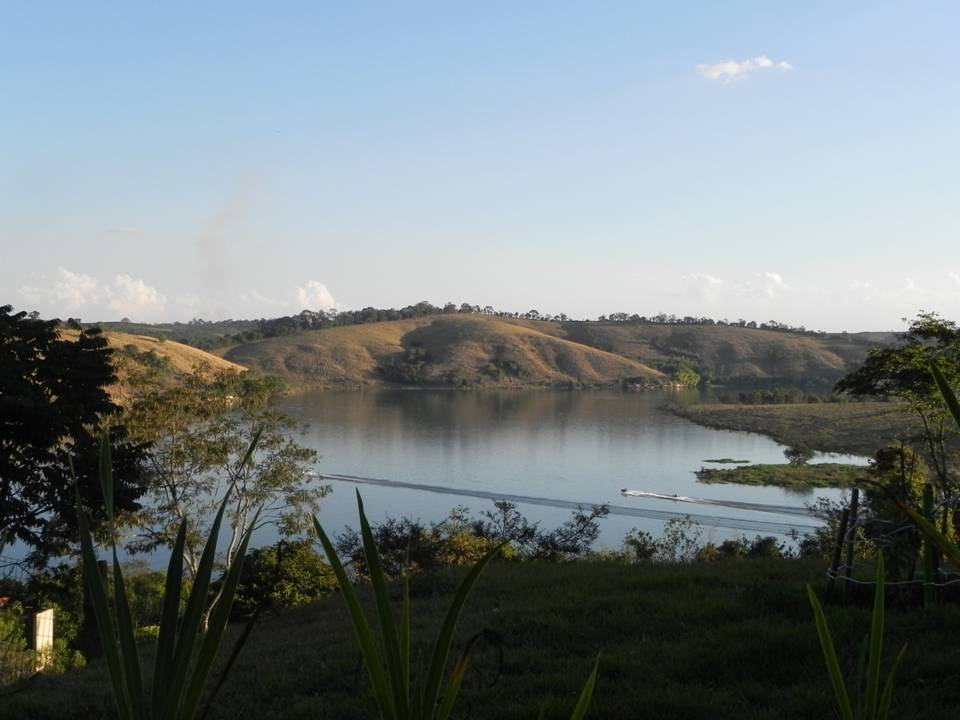
Lago de Furnas Varginha.
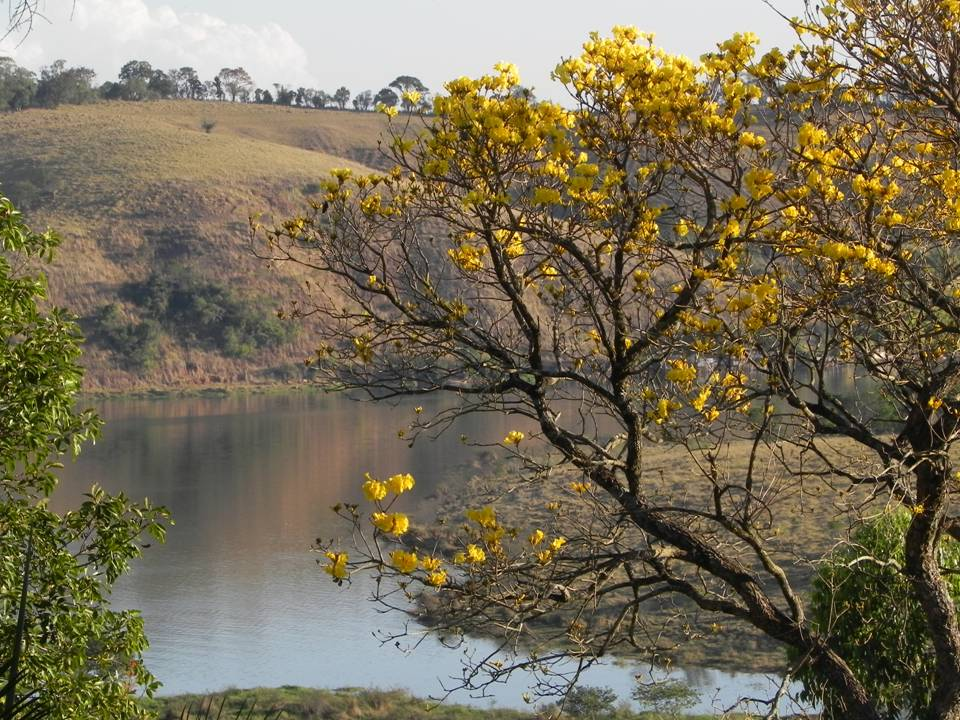
Ipê amarelo no Lago de Furnas em Varginha.
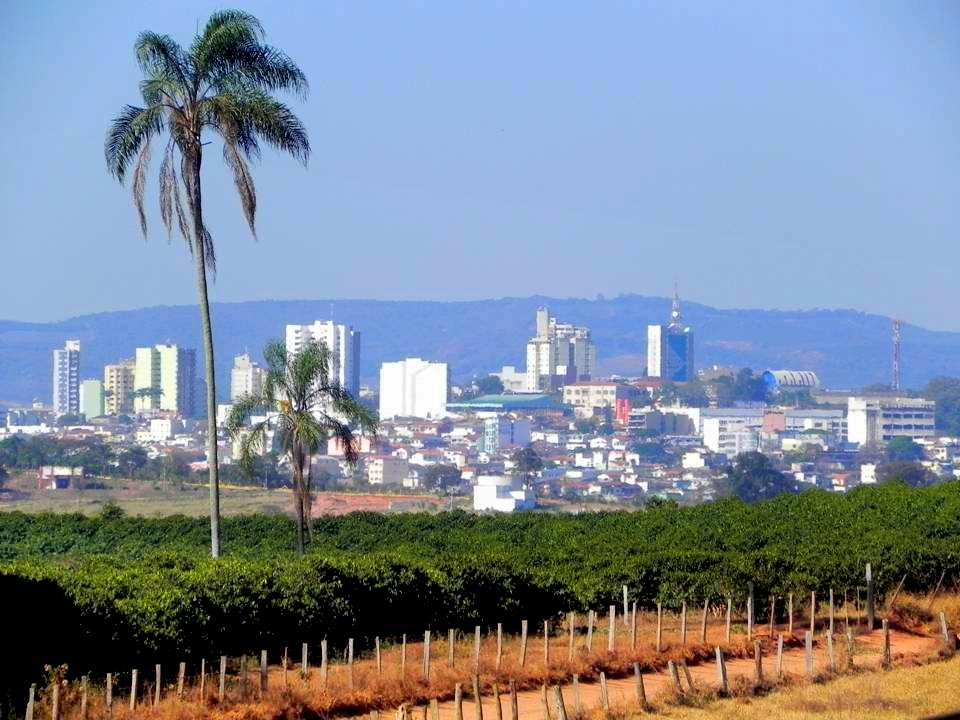
Plantação de café.
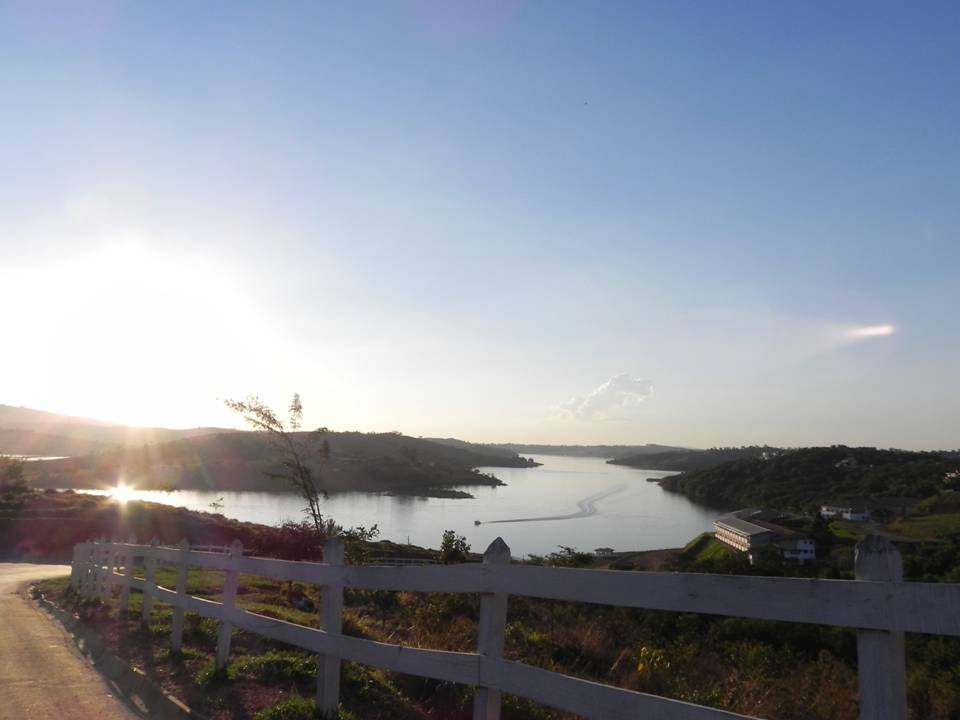
Marina de barcos e Resort.
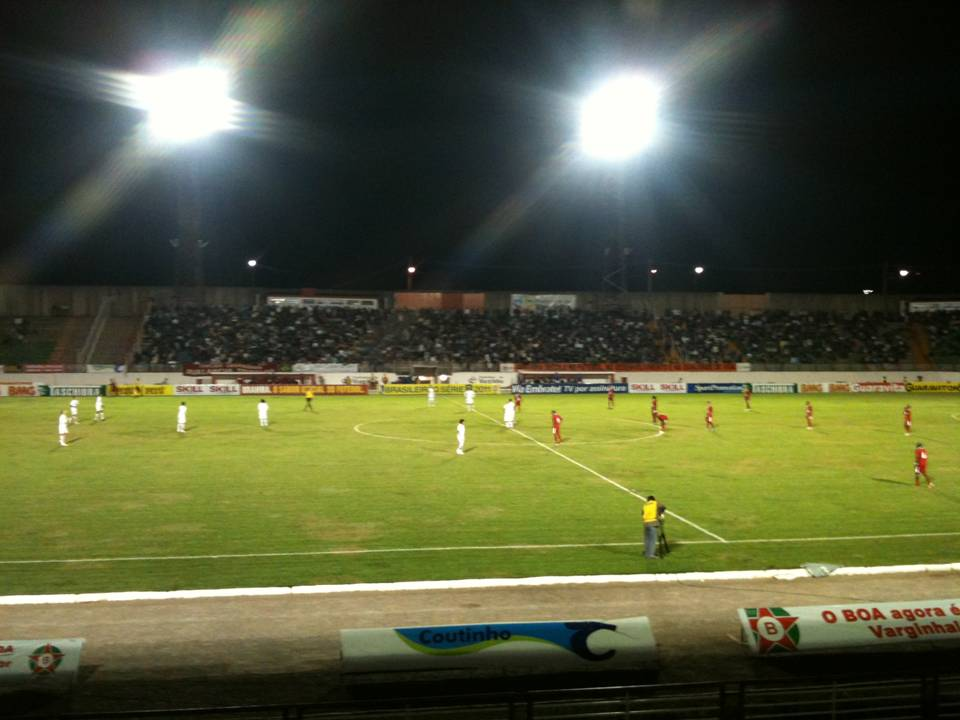
Jogo do Boa no Melão.

## Maires
| Période | Période | Identité                 | Étiquette | Qualité |
| ------- | ------- | ------------------------ | --------- | ------- |
| 2009    | 2012    | Eduardo Antônio Carvalho | PT        |         |